# Jing (Ji Gui, Zhou-König)
König Jĭng von Zhou, (chinesisch 周景王, Pinyin Zhōu Jĭng Wáng), persönlicher Name Ji Gui, war der vierundzwanzigste König der chinesischen Zhou-Dynastie und der zwölfte der östlichen Zhou. Er folgte auf den Thron nach dem Tod von König Ling von Zhou. König Jĭng regierte von 544 v. Chr. bis 520 v. Chr. Während der Regierungszeit von König Jĭng befand sich das Land im finanziellen Ruin und es mussten Vorräte von den Nachbarstaaten gekauft werden. Er starb 520 v. Chr. an einer Krankheit und wurde kurzzeitig von seinem Sohn, König Dao von Zhou, abgelöst.

## Familie
Ehefrau:
- Königin Mu ( 穆後; gest. 527 v. Chr.), die Mutter von Kronprinz Shou

Konkubine:
- Die Mutter von Kronprinz Meng und Prinz Gai

Söhne:
- Erster Sohn, Prinz Chao ( 王子朝; gest. 505 v. Chr.), floh 516 v. Chr. nach Chu
- Kronprinz Shou ( 太子壽; gest. 527 v. Chr.)
- Kronprinz Meng ( 太子猛; gest. 520 v. Chr.), regierte als König Dao von Zhou im Jahr 520 v. Chr.
- Prinz Gai ( 王子匄; gest. 477 v. Chr.), regierte als König Jìng von Zhou (Gai) von 519–477 v. Chr.

| Vorgänger | Amt                                | Nachfolger |
| --------- | ---------------------------------- | ---------- |
| Ling      | König von Zhou 544 bis 520 v. Chr. | Dao        |

| Personendaten    | Personendaten                                               |
| ---------------- | ----------------------------------------------------------- |
| NAME             | Jing                                                        |
| ALTERNATIVNAMEN  | König, Jĭng von Zhou; Zhōu, Jĭng Wáng; Ji, Gui              |
| KURZBESCHREIBUNG | König der chinesischen Zhou-Dynastie und der östlichen Zhou |
| GEBURTSDATUM     | 6. Jahrhundert v. Chr.                                      |
| STERBEDATUM      | 520 v. Chr.                                                 |